# Rufster

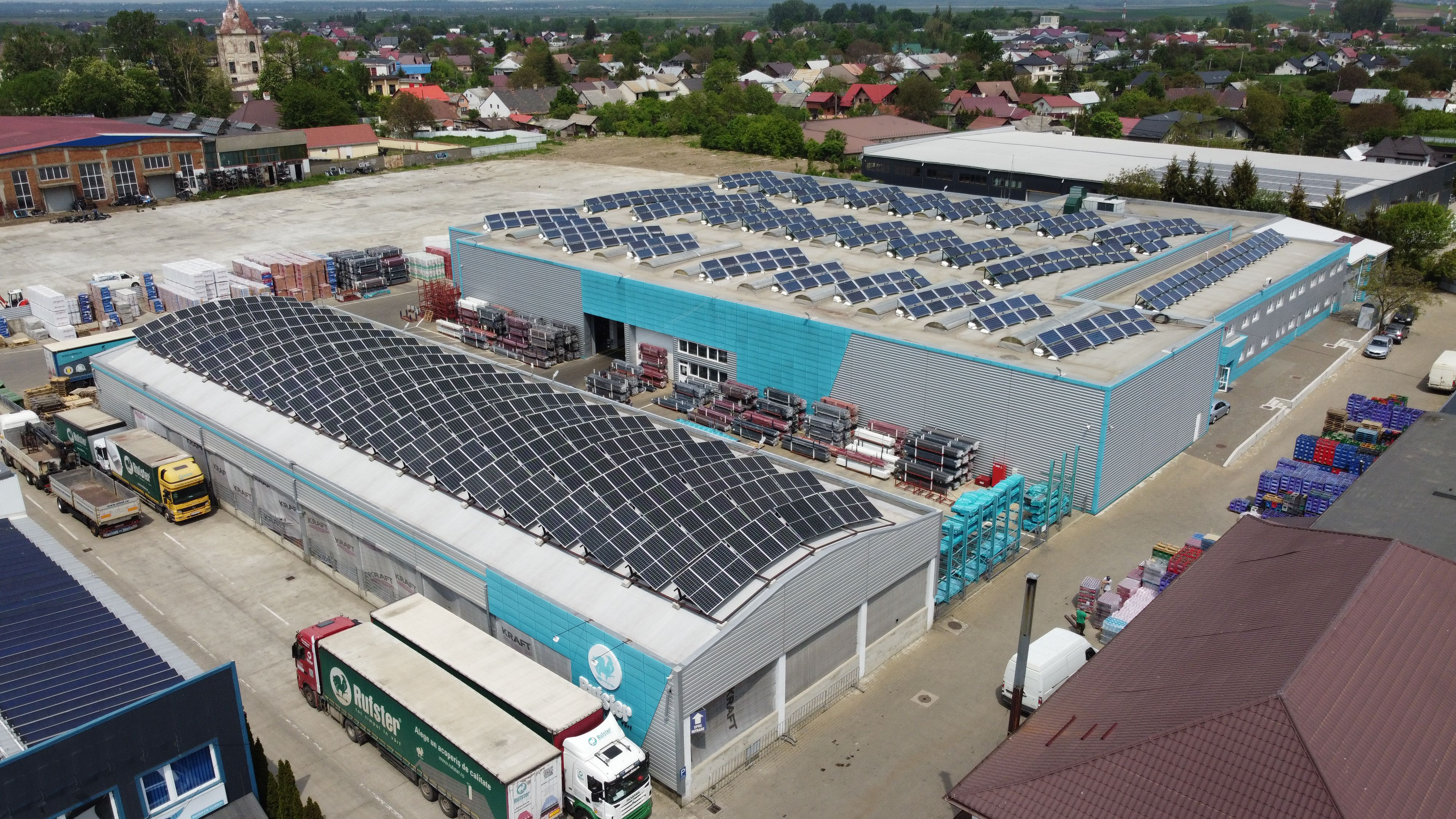

Rufster este marca de producător aparținând companiei românești SC OLINT COM SRL. Compania activează pe piață de 30 de ani și treptat a ajuns la cifre de afaceri care se mențin anual la valori de peste 26 milioane de euro.
Lansată în 2011, unitatea de producție Rufster dispune de 20 de linii de producție automatizate cu capacitate de producție anuală de peste 7,3 milioane mp.
Treptat, investițiile în utilaje și dezvoltarea produselor noi au depășit 8 milioane de euro.
Având în vedere comsumul de materie primă, care în 2024 a depășit 93.000 tone, Rufster este unul din principalii producători de sisteme de acoperișuri din România.
Materia primă o reprezintă rulourile din oțel prevopsit, în diverse grosimi, culori și finisaje aduse de la principalii producători de semifabricate feroase din Europa.
Compania susține educația și pregătirea specialiștilor în domeniile ingineriei colaborând cu Universitatea „Ștefan cel Mare” din Suceava.
Reprezentanții Rufster au participat în mai multe rânduri, la Simpozionul științific studențesc Inginerie-Practica-Industrie organizat de FIM, făcând parte din juriu la prezentarea proiectelot tinerilor studenți.

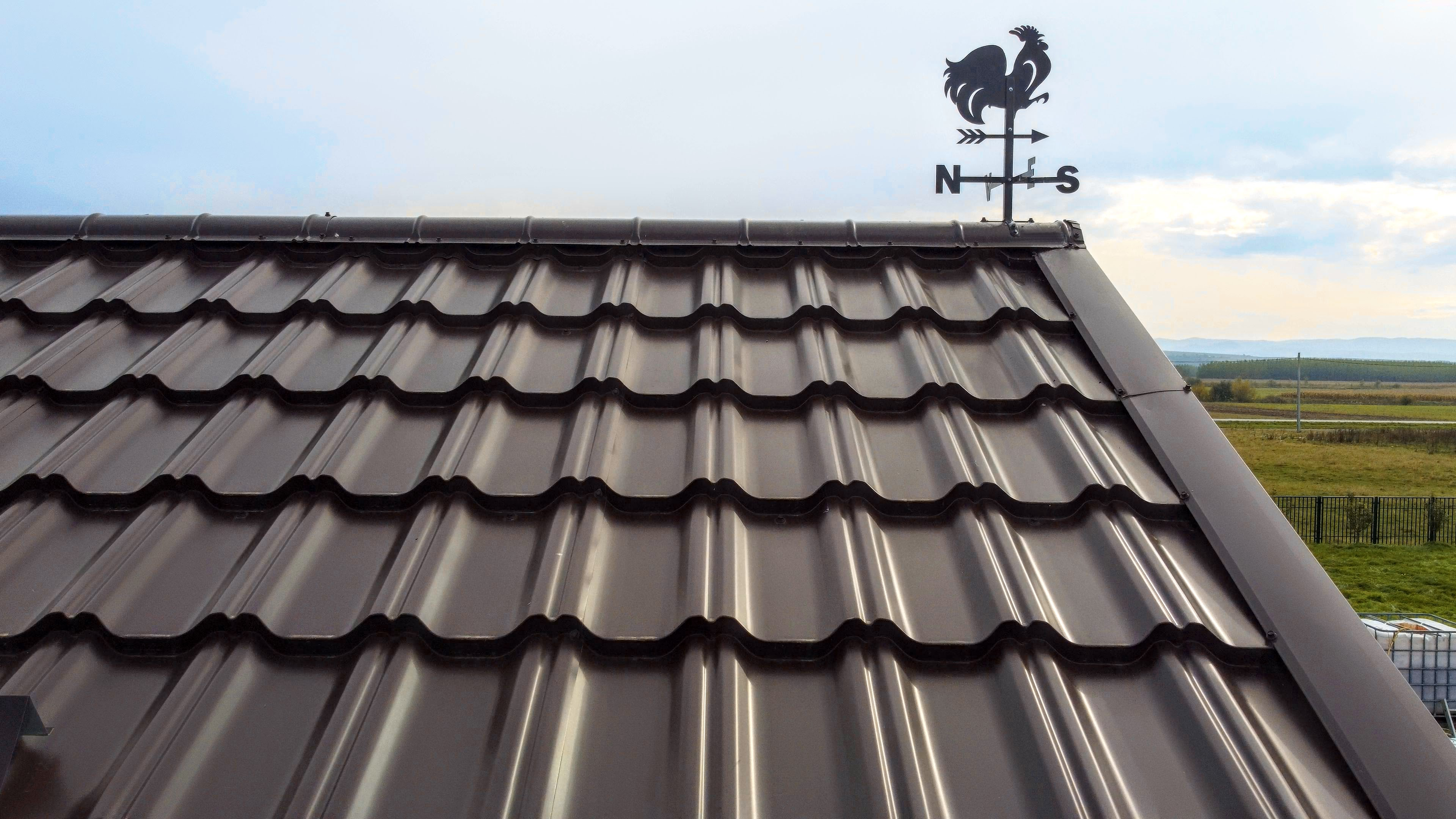

Produsele Rufster sunt distribuite la nivel național prin rețeaua de distribuitori.
Acoperișurile marca Rufster sunt marcate prin simbolul cocoșului, pentru a evidenția produsele în piață.